# John Gottman
John Mordecai Gottman (26 april 1942) is een Amerikaans psychologisch onderzoeker.
Gottman deed gedurende vier decennia onderzoek naar huwelijken en scheidingen en is spreker, schrijver en emeritus hoogleraar aan de Universiteit van Washington. Met zijn vrouw Julie Schwartz Gottman richtte hij The Gottman Institute op. Hij is vooral bekend om zijn publicaties in vaktijdschriften over de stabiliteit van huwelijken en over scheidingen.
- Bibsys: 90051221
- Biblioteca Nacional de España: XX956411
- Bibliothèque nationale de France: cb12095806s (data)
- Catàleg d'autoritats de noms i títols de Catalunya: 981058524603306706
- CiNii: DA00817225
- Gemeinsame Normdatei: 120462435
- International Standard Name Identifier: 0000 0001 0900 4081
- Library of Congress Control Number: n80138164
- Mathematics Genealogy Project: 222881
- Bibliotheek van het Japanse parlement: 00684793
- Nationale Bibliotheek van Tsjechië: mub2012726852
- Nationale Bibliotheek van Israël: 987007444671505171
- Nationale en Universitaire bibliotheek Zagreb: 000559263
- Nederlandse Thesaurus van Auteursnamen: 069144567
- ORCID: 0000-0002-8036-0377
- Réseau des bibliothèques de Suisse occidentale: 02-A003310655
- Istituto Centrale per il Catalogo Unico: TO1V002701
- LIBRIS: 253396
- Système universitaire de documentation: 029303028
- Virtual International Authority File: 51717910
- WorldCat: E39PBJrChhFqCPPTD4Tpc9tkDq